# 宮崎県立宮崎南高等学校
宮崎県立宮崎南高等学校（みやざきけんりつみやざきみなみこうとうがっこう）は、宮崎県宮崎市月見ヶ丘五丁目に所在する公立の高等学校。

## 概要
歴史
1962年（昭和37年）に「宮崎県立宮崎大淀高等学校」から普通課程と家庭課程が分離する形で設置された。当初は「宮崎県立宮崎大淀第二高等学校」であったが、翌1963年（昭和38年）に現校名の「宮崎県立宮崎南高等学校」に改称した。1962年（昭和37年）を創立年としており、2012年（平成24年）には創立50周年を迎えた。正面玄関が2階にあることも特徴。また、学校西側にかつて存在した田吉池の埋め立て工事が完了し住宅地に転用されたことに伴い裏門の位置が変更された。変更された裏門には自転車・歩行者用スロープが設置された。
設置課程・学科
一年次　普通科7クラス　フロンティア科2クラス
二年次　普通科7クラス　フロンティア科3クラス（文理分割）
三年次　普通科7クラス　フロンティア科3クラス（文理分割）
全日制課程 2学科　
- 普通科　一年次は2クラス　2・3年次は文理各1クラスずつ特別クラス設置あり（2022年度入学生より特別クラスの廃止）
- フロンティア科 - 文系・理系を問わず、難関大学・難関学部を目指す生徒を対象としている。2年次・3年次に文理融合特別クラス設置あり

GIGAスクール構想により、授業や探究活動において、ICTを活用する取り組みを進めている。
進学状況
大半の生徒が国公立大学をはじめとする上級学校への進学を目指している。過去に合同選抜を行っていたこともあり、宮崎大宮高等学校、宮崎西高等学校、宮崎北高等学校と合わせて「宮崎市内四校」と称される。宮崎大学へ一番近い高校とし、宮崎大学教育学部と連携協定を結んだ。
校訓
「誠実・創意・気魄」
校章
海にはばたく鵬を図案化したものを背景にして「高」の文字を置いている。この校章にちなみ1966年（昭和41年）完成の格技館を「育鵬館」と命名。また体育大会・文化祭を「鵬祭」（体育の部・文化の部）、同窓会を「鵬同窓会」としている。
校歌
作詞は黒木淳吉、作曲は服部良一による。歌詞は3番まであり、各番に校名の「宮崎南」が登場する。

校地の事情
宮崎空港に近いため常に航空機騒音に悩まされる。騒音を防ぐためには窓を全部閉め切らなければならず、夏は高温にさらされることから早くから冷房を整備している。2021年（令和3年）に冷房設備の切り替え工事を実施。
同窓会
校章にちなみ「鵬同窓会」と称している。
併設
宮崎県高等学校体育連盟事務局（担当校）本校・管理棟2階　東側

## 沿革

### 年表
前史
- 1918年（大正7年）5月1日 - 宮崎郡立職業学校から分離し、宮崎郡立技芸女学校として独立。
- 1922年（大正11年）4月1日 - 宮崎県宮崎技芸女学校に改称。
- 1928年（昭和3年）4月1日 - 宮崎県立宮崎女子高等技芸学校に改称。
- 1943年（昭和18年）4月1日 - 中等学校令の施行により、宮崎県立宮崎第二[1]高等女学校に改称・改編。
- 1946年（昭和21年）4月1日 - 修業年限が5年となる。
- 1947年（昭和22年）4月1日 - 学制改革（六・三制の実施）が行われる。
  - 高等女学校としての募集を停止。
  - 新制中学校を併設（以下・併設中学校）し、高等女学校1・2年修了者を併設中学校2・3年生として収容。
  - 併設中学校は経過措置としてあくまで暫定的に設置されたため、新たに生徒募集は行われず、在校生が2・3年生のみの中学校であった。
  - 高等女学校3・4年生はそのまま高等女学校4・5年生として在籍（ただし4年修了時点で卒業することができた）。
- 1948年（昭和23年）4月1日 - 学制改革により、宮崎市内の県立旧制中等教育学校3校が統合され、新制高等学校「宮崎県立宮崎大淀高等学校」が発足。
  - 県立旧制中等学校3校 - 宮崎工業学校、宮崎第二高等女学校、宮崎農学校
  - 通常制（普通課程・工業課程・農業課程）、定時制（工業課程・農業課程）を有する総合制の高等学校であった。
  - 旧3校の卒業者（5年修了者）を新制高校1年生、旧3校の4年修了者を新制高校2年生、併設中学校（3年修了者）を新制高校1年生として収容。
  - 旧4校の併設中学校も統合され、「宮崎県立宮崎大淀高等学校 併設中学校」と称する。在校生が1946年（昭和21年）に旧制中等学校へ最後に入学した3年生のみとなる。

宮崎県立宮崎大淀高等学校の沿革に関しては宮崎県立宮崎工業高等学校#沿革も参照。
正史
- 1962年（昭和37年）
  - 4月1日 - 高校再編により、宮崎県立宮崎大淀高等学校から普通課程と家庭課程が分離し、宮崎県立宮崎大淀第二高等学校として独立（創立年）。
    - 新校舎が完成するまでの間、宮崎大淀高等学校（現・宮崎県立宮崎工業高等学校）の校舎を共用。

  - 12月25日 - 新校名が「宮崎県立宮崎南高等学校」に決定。
- 1963年（昭和38年）
  - 3月 - 宮崎県立宮崎大宮高等学校の間で合同選抜入試を開始（宮崎市内2校）。
  - 4月1日 - 宮崎県立宮崎南高等学校（現校名）に改称。家庭科を家政科と改称。
  - 7月7日 - 校舎が完成し現在地に移転。
- 1965年（昭和40年）
  - 2月20日 - 県公会堂にて初の卒業式を実施。
  - 4月1日 - 2学期制で前期と後期の間に3～5日程度の秋休みが設けられた。当時のスローガンは「追い付け、追い越せ、追い越されるな」
- 1966年（昭和41年）
  - 2月 - 格技館「育鵬館」と体育館が完成。
  - 5月9日　補習講座開講（後の進学講座）。
- 1967年（昭和42年）
  - 2月 - プールが完成。
  - 10月13日　初めての文化祭を実施。
- 1968年（昭和43年）9月27日　第2回文化祭より名前を変え「鵬祭」と命名して実施。
- 1971年（昭和46年）3月 - 図書館が完成。
- 1974年（昭和49年）3月 - 合同選抜入試に新設の宮崎県立宮崎西高等学校が加わる（宮崎市内3校）。
- 1980年（昭和55年）- 野球定期戦の三校定期戦開始。会場は宮崎県営野球場（現在の宮崎県立宮崎工業高校第二グラウンド）。
- 1981年（昭和56年）
  - 10月22日 - 校訓碑除幕式を開催。
  - 11月22日 - 創立20周年記念式典を開催。
- 1984年（昭和59年）3月 - 合同選抜入試に新設の宮崎県立宮崎北高等学校が加わる（宮崎市内4校）。
- 1985年（昭和60年）- 前年に新設された宮崎北高校野球部を加え、四校定期戦として再スタート。
- 1991年（平成3年）11月17日 - 創立30周年記念式典を開催。
- 1992年（平成4年）4月1日 - 家政科の募集を停止。
- 1994年（平成6年）3月31日 - 家政科を廃止。普通科のみとなる。
- 2001年（平成13年）11月18日 - 創立40周年記念式典にて記念モニュメント「翔べ鵬よ　未来に向かって」除幕式を開催。
- 2002年（平成14年）
  - 3月 - この時の入試を最後に宮崎市内4校の合同選抜入試が終了。
  - 4月1日 - 2学期制に変更。
  - 4月10日　合同選抜廃止後初の入学式
- 2003年（平成15年）3月 - 単独選抜入試を開始。
- 2004年（平成16年）4月1日 - 文科総合科（1学級）を新設。
- 2006年（平成18年）4月1日 - 3学期制に変更。
- 2008年（平成20年）4月1日 - 宮崎県立普通科高校の学区制が廃止される。44年続いた制服を改定。
- 2009年（平成21年）「生徒第一」の考え方に立ち「丁寧で具体的な対応」の実施。
- 2011年（平成23年）
  - 2月15日 - 木村拓也顕彰碑除幕式。
  - 4月1日 - フロンティア科（2学級）を新設。フロンティア科への統合により、文科総合科の募集を停止。　　
  - 11月19日 - 創立50周年記念式典を開催。
- 2013年（平成25年）3月31日 - 文科総合科を廃止。
- 2014年（平成26年）9月6日 - 文化祭・鵬祭でのサプライズコンサート実施。15回生である三宅伸治、山崎まさよし・石塚英彦ら3名が来校して体育館でライブを実施。
- 2016年（平成28年）2月29日 -「木村拓也賞」を創設。
- 2019年（平成31年）- 文部科学省より「地域との協働による高等学校教育改革推進事業（地域魅力化形）」の指定を受ける。
- 2022年（令和4年）- 女子の制服にスラックスを導入。

### 歴代校長
年は就任年、（　）内は前職。
- 初代 - 佐伯英雄 1962年（昭和37年） （宮崎県立宮崎大淀高等学校 校長）
- 第2代 - 太田俊雄 1969年（昭和44年） （宮崎県立宮崎大淀高等学校 校長）
- 第3代 - 服部七郎 1972年（昭和47年） （宮崎県学校教育課 課長）
- 第4代 - 濱田宣弘 1978年（昭和53年） （宮崎県立宮崎工業高等学校 校長）
- 第5代 - 有馬一男 1981年（昭和56年） （宮崎県立延岡東高等学校 校長）
- 第6代 - 高山義孝 1983年（昭和58年） （宮崎県学校教育課 課長）
- 第7代 - 松田義信 1988年（昭和63年） （宮崎県立日向高等学校 校長）
- 第8代 - 飛松義久 1991年（平成3年） （宮崎県立日南高等学校 校長）
- 第9代 - 山口賢一 1994年（平成6年） （宮崎県学校教育課 課長）
- 第10代 - 中田忠 1996年（平成8年） （宮崎県教育次長）
- 第11代 - 山下兼紀 1998年（平成10年） （宮崎県立都城泉ヶ丘高等学校 校長）
- 第12代 - 別府俊紘 2001年（平成13年） （宮崎県立高鍋高等学校 校長）
- 第13代 - 帖佐利昭 2003年（平成15年） （宮崎県立日向高等学校 校長）
- 第14代 - 平田俊近 2006年（平成18年） （宮崎県教育次長）
- 第15代 - 佐々木逸夫 2008年（平成20年） （宮崎県立延岡高等学校 校長）
- 第16代 - 川﨑基宏 2011年（平成23年）（宮崎県立日南高等学校 校長）
- 第17代 - 長濱美津哉 2013年（平成25年）（宮崎県教育次長）
- 第18代 - 谷口英彦 2015年（平成27年）（宮崎県教育次長）
- 第19代 - 内田信昭 2017年（平成29年）（宮崎県立都城泉ヶ丘　校長）
- 第20代 - 児玉康裕 2020年（令和2年）（宮崎県教育委員会）
- 第21代 - 富髙啓順 2021年（令和3年）（宮崎県立本庄高校　校長）

## 実績・主な部活動
演劇部は、2024年（令和6年）第70回全国高等学校演劇大会（岐阜大会）で、ぎふ総文演劇部門文化庁長官賞・優秀賞
。

## 部活動
| 運動部 - 野球部 - 1988年夏（第70回）（夏の甲子園大会）に出場。 - 陸上競技部 - 新体操部 - 水泳部 - バスケットボール部 - バレーボール部 - 卓球部 - ソフトテニス部 - 硬式テニス部 - サッカー部 - 男子ソフトボール部 - 女子ソフトボール部 - ハンドボール部 - 柔道部 - 剣道部 - 弓道部 【専用弓道場完備】 - バドミントン部 - フェンシング部【専用練習場完備】 - なぎなた部 | 文化部 - 音楽部 - 1988年（昭和63年）全日本合唱コンクールに出場し、九州大会で金賞、全国大会で銀賞を受賞。 - 美術部 - 書道部 - 華道部 - 茶道部 - 吹奏楽部 - 英会話部 - 生物部 - 放送部 - 演劇部 - 百人一首部 - ユネスコ部 - 写真部 - 将棋部 - 英語ディベート部 - 新聞部 - 応援団 - 囲碁部 - 文芸同好会 - 図書同好会 - 歴史同好会 - チアリーディング同好会 - 物理同好会 |

## 著名な出身者

### 政治
- 道休誠一郎 - 衆議院議員
- 長友慎治[3] - 衆議院議員
- 斉藤了介 - 宮崎市議会議員

### 行政
- 篠原俊博[4] - デジタル庁統括官、内閣官房情報通信技術総合戦略室代理

### 法曹
- 大島忠郁 - 大阪地方検察庁検事正

### 報道・マスコミ・ジャーナリズム
- 大城蘭 - アナウンサー（琉球放送、フリー）
- 清武英利[5] - ジャーナリスト、元読売巨人軍球団代表
- 児玉泰一郎[6] - アナウンサー（テレビ宮崎）
- 辻本彩乃 - アナウンサー（NHK宮崎放送局契約、フリー）
- 中西可奈 - アナウンサー（鹿児島放送、フリー）
- 松坂千尋[7] - 日本放送協会専務理事

### 学術・研究
- 津江光洋[8] - 工学者（航空宇宙工学）、東京大学教授
- 根井正利（大淀高校時代）[9] - 生物学者・遺伝学者（集団遺伝学）、ペンシルベニア州立大学教授・分子進化遺伝学研究所所長、国際生物学賞受賞者
- 塚野路哉 - 一級建築士、広島女学院大学准教授

### 芸術・芸能
- 芥川仁 - 写真家
- 上原由恵 - 俳優
- 堺雅人[10] - 俳優、声優
- 下成佐登子 - 歌手
- 戸高正啓 - 演出家
- 花堂純次 - 映画監督
- 日野誠 -スーパーアイドル（お笑い芸人）
- 三宅伸治 - ミュージシャン、ギタリスト、ボーカリスト
- 山口喬司 - 演出家、劇作家
- 立川らく兵 - 落語家

### スポーツ
- 磯貝公伸 - プロ野球選手（読売ジャイアンツ）
- 川崎雄介 - プロ野球選手（千葉ロッテマリーンズ、阪神タイガース、埼玉西武ライオンズ）
- 木村拓也 - プロ野球選手（日本ハムファイターズ、広島東洋カープ、読売ジャイアンツ）

## 交通
最寄りの空港
- 宮崎空港から3.2km

最寄りの鉄道駅
- JR九州 日豊本線・日南線 「南宮崎駅」から2.0km

最寄りのバス停　
- 宮崎交通 「南高校」バス停から300m

最寄りの幹線道路
- 国道220号（宮崎南バイパス）
- 宮崎県道367号中村木崎線「恒久」（つねひさ）交差点
- 東九州自動車道 「宮崎IC」から1.6km

## 周辺
- 宮崎県立宮崎農業高等学校
- 宮崎市立赤江中学校
- 宮崎市立宮崎南小学校
- 宮崎県赤十字血液センター
- 宮崎南警察署
- 宮崎南警察署月見ヶ丘警察官駐在所
- 八重川